# 谷応泰
谷 応泰（こく おうたい、1620年 - 1690年）は、中国明末清初の中国史家。字は賡虞、号は霖蒼。順天府薊州豊潤県の出身。

## 生涯
博聞強記で知られ、順治4年（1647年）に進士となり、戸部郎中に任命される。ついで員外郎に移り順治13年（1656年）には浙江提学僉事となる。西湖に滞在中袁枢の『通鑑紀事本末』の例に従い、『明史紀事本末』を編述し始め順治15年（1658年）には大略を完成する。総合通史としては、後の『明史』に比べて80年も早い出版となる。順治17年（1660年）、御史の黄文驥により書中の記載に疑義があると指弾を受け、朝廷の査閲を経たその箇所は後に『四庫全書』に採用された。

## 他の著作
- 『築益堂集』
- 『明史紀事本末補遺』